# Cantón de Monts-sur-Guesnes
El cantón de Monts-sur-Guesnes era una división administrativa francesa, que estaba situada en el departamento de Vienne y la región de Poitou-Charentes.

## Composición
El cantón estaba formado por once comunas:
- Berthegon
- Chouppes
- Coussay
- Dercé
- Guesnes
- Monts-sur-Guesnes
- Nueil-sous-Faye
- Pouant
- Prinçay
- Saires
- Verrue

## Supresión del cantón de Monts-sur-Guesnes
En aplicación del Decreto n.º 2014-264 de 27 de febrero de 2014, el cantón de Monts-sur-Guesnes fue suprimido el 22 de marzo de 2015 y sus 11 comunas pasaron a formar parte del nuevo cantón de Loudon.